# När ängarna blommar
När ängarna blommar är en svensk dramafilm från 1946 i regi av Hampe Faustman. I huvudrollen ses Sigurd Wallén. Skådespelaren Doris Svedlund gör här sin filmdebut.

## Handling
Lantarbetarna på Näs gård går ut i strejk för att godsägaren skall erkänna deras fackförening. Godsägaren tänker dock inte ge med sig så lätt utan tillkallar strejkbrytare för att kunna fortsätta driften.

## Om filmen
Filmen premiärvisades den 11 november 1946 på biograferna Lyran, Draken samt Göta Lejon i Stockholm. Inspelningen skedde med ateljéfilmning i Filmoateljén i Stockholm med exteriörscener från Höstsol i Täby av Elner Åkesson. Som förlaga har man Jan Fridegårds roman En natt i juli som utgavs 1933. 

## Rollista i urval
- Sigurd Wallén – Hellman, statare
- Dagny Lind – hans hustru
- Birger Malmsten – Gunnar Hellman, deras son, 18 år
- Ludde Gentzel – Nicklasson, lagårdskarl
- Elsa Widborg – Emma, hans hustru
- Doris Svedlund – Ester Nicklasson, deras dotter
- Åke Fridell – Emil Nicklasson, deras son
- Hugo Björne – godsägare på Näs gård i Ringtuna socken
- Carl Ström – From, statare
- Märta Arbin – hans hustru
- Erik Hell – Stenström, statare
- Erik "Hampe" Faustman – Ville, strejkbrytare
- Solveig Lagström – godsägarens dotter
- Tord Stål – Berg, inspektor
- Börje Mellvig – rättare
- Magnus Kesster – Lindstam, lagårdsförman

## Filmmusik i urval
- L' Internationale (Internationalen), kompositör 1887 Pierre Degeyter, fransk text 1871 Eugène Pottier svensk text 1902 Henrik Menander, framförs av en kör.